# Крюгер, Освальд
О́свальд Крю́гер (нем. Oswald Krüger, лит. Osvaldas Krygeris; 1598, Пруссия — 6 апреля 1655, Гродно) — математик, инженер, архитектор, оптик, астроном, филолог немецкого происхождения, работавший в Великом княжестве Литовском; профессор Виленской академии Общества Иисуса и ректор Несвижской коллегии (с 1653 года), доктор философии и свободных искусств (1632).

## Биография
Учился в Виленской академии, был домашним учителем в Несвиже у Радзивиллов. Вступил в орден иезуитов в 1618 году в Вильно. В 1618—1620 годах преподавал в грамматику в низших классах в Несвижском коллегиуме.
Обучался философии (и математике) в Риме (1622—1625) и теологии в Виленской академии (1623—1625 или 1626—1630). Недолгое время в 1630 году провёл в Несвиже, в 1631 году работал в Пултуске, откуда вернулся в Вильно. В 1631—1632 и 1633—1634 годах жил в Несвиже, преподавал математику и военные науки. Обратил на себя внимание как учёный и инженер и был приглашён в Виленскую академию.
В Виленской академии в 1632—1633 и 1634—1648 годах состоял профессором математики. Преподавал также механику и другие разделы прикладной математики, астрономию и древнееврейский язык. 
Был регентом Папского пансиона (алюмната) и епархиальной семинарии в Вильно (1641—1648, 1651). В 1648 году Крюгер был переведён в Несвиж, где преподавал математику и моральную теологию; в 1653 году был назначен ректором коллегиума.
Освальд Крюгер был архитектором при восстановлении Несвижского замка после пожара. В 1655 году король Ян II Казимир назначил его королевским инженером, специалистом по артиллерийскому делу, ответственным за сооружение военных машин в Гродно.
Умер Освальд Крюгер 6 апреля 1655 года в Пруссии, по другим сведениям — в Гродно.

## Научная деятельность
Освальд Крюгер сыграл значительную роль в распространении математических знаний в академии. Получил прозвище «Архимеда своего времени». Одна из ранних работ Крюгера, рукопись 1632 года, заключала в себе сведения по астрономии, физике, механике, геодезии, хронологии и математике.
Освальд Крюгер был одним из первых учёных и преподавателей в Великом княжестве Литовском, кто высоко оценил открытие Николая Коперника и распространял сведения о гелиоцентрической системе мира. Крюгер проводил астрономические наблюдения со студентами с использованием телескопа для наблюдения за поверхностью Луны, Юпитера и его спутников.
Издал «Практическую арифметику для учащайся молодёжи» („Arithmetica practica in usum studiosae iuventutis“, Вильно, 1635) и ряд других работ по математике. В книге «Римский календарь» („Calendarium Romanum“, Вильно, 1637) теоретически обосновал проведённую папой Григорием XIII реформу календаря. Первое из известных сочинений по механике в Литве под названием „Theorocentrica“, посвящённое философским вопросам математики и механики, написано Освальдом Крюгером.
Известен также как автор ряда трудов на латинском языке по астрономии, военной инженерии, оптике и метрологии.

## Труды
- „Illustriora theoremata et problemata mathematica ex opticis, geometria, astronomia, sphaera elementari, computo ecclesiastico, in alma Academia Vilnensi Societatis Jesu publice praelecta, Ioannes Rudomina Dusiatski, eques Lithuanus, physicae et matheseos auditor in eadem Academia publice tuebitur“ («Математические задачи и теоремы в оптической геометрии, астрономии, в сфере элементарных вычислений»), 1633
- „Arithmetica practica in usum studiosae juventutis Academiae et Universitatis Vilnensis Societatis Jesu“, 1635
- „Catoptrocaustica sive specula ustoria“, 1636
- „Parallela horoscopa ad bellicorum tormentorum militarium directionem recens inventa et practica probata“ («Параллельный прицел для наводки орудий, относительно недавно изобретенный и опробованный на практике»), 1636
- „Calendarium Romanum“ («Римский календарь»), 1637
- „Centuria astronomica“ («Астрономическая центурия»), 1639; в русском переводе В. Киприянова «Сотня астрономическая», Москва, 1707
- „Theoremata de oculo, optica, catoptrica“ («Теоремы зрительные, оптические, зеркальные, катоптрокаустические»), 1641
- „Oculus“ («Око»), 1642
- „Theorocentrica, sive mathematicae de centro et punctis considerationes“ («Теороцентрика, или Математические рассуждения о центре и точках»), 1644
- „Iris, sive de coloribus apperantibus“ («Радуга, или О проявлении цветов»), 1647
- „Exegesis festivitatis paschalis“ («Объяснение блаженной пасхалии»), 1647
- „Dissertatio de Vacuo“ («Диссертация о вакууме»), 1648